# Coachella – Woodstock in My Mind
«Coachella — Woodstock in My Mind» — песня американской певицы и автора песен Ланы Дель Рей. Композиция была выпущена в качестве промосингла в поддержку пятого студийного альбома певицы, Lust for Life. Продюсировали трек сама исполнительница, Рик Ноуэлс, Дин Рид и Киерон Мэнзиес. Песня была записана в 2017 году на студии звукозаписи The Green Building в Санта-Монике.

## История создания
13 мая 2017 года на стриминговом музыкальном сервисе Anghami была анонсирована песня Дель Рей с названием «Coachella — Woodstock in My Mind». Согласно информации сервиса, релиз песня должен был состояться 15 мая того же года. Композиция была написана Дель Рей и Риком Ноуэлсом, и спродюсирована Дель Рей, Ноуэлсом, Дином Ридом и Киероном Мэнзиесом. Первоначально, она была выпущена 15 мая 2017 года в качестве первого в дискографии Дель Рей внеальбомного сингла, наряду с выходом пятого студийного альбома исполнительницы Lust for Life, однако в конечном счёте, когда Дель Рей перенесла дату выхода альбома с 26 мая на 21 июля 2017 года в связи с тем, что хотела «доработать альбом», песня вошла в финальную версию списка композиций пластинки, став промосинглом в её поддержку. Песня была записана в конце апреля-начале мая 2017 года. За несколько часов до официального релиза, трек был опубликован в сети.
Дель Рей написала песню на обратном пути с американского фестиваля «Коачелла», о чём сообщила в своём аккаунте в Instagram 17 апреля 2017 года. Заголовок фестиваля присутствует в названии песни соответственно. В видео, которое исполнительница опубликовала в Instagram в апреле 2017 года, она исполняет отрывок композиции, подписав публикацию как:

 Мне было сложно проводить выходные, танцуя и одновременно наблюдая за тем, что происходит в Северной Корее. Я нахожу этот канат между бдительным наблюдением за всем происходящим в мире, и нахождением достаточного количества времени для того, чтобы ценить прекрасную Землю такой, какой её сотворил Господь. По дороге домой мне пришлось посетить любимое старое место около обочины мировой автомагистрали, где я недолго посидела в секвойной роще и написала небольшую песню. Я хотела поделиться ей, уповая, что надежда одного человека и молитва о мире могут поспособствовать этому в долгосрочной перспективе. Оригинальный текст (англ.)I had complex feelings about spending the weekend dancing whilst watching tensions w North Korea mount. I find It's a tightrope between being vigilantly observant of everything going on in the world and also having enough space and time to appreciate God's good earth the way it was intended to be appreciated. On my way home I found myself compelled to visit an old favorite place of mine at the rim of the world highway where I took a moment to sit down by the sequoia grove and write a little song. I just wanted to share this in hopes that one individual's hope and prayer for peace might contribute to the possibility of it in the long run. 
После официального релиза композиции, Дель Рей рассказала об истории создания трека и производстве в Twitter: "«Какое же благословение — создавать музыку. И иметь свободу делиться вещами, которые волнуют меня в настоящем времени. Я написала это в прошлом месяце на обратном пути с „Коачеллы“. Спасибо моему продюсеру и инженерам за то, что он так быстро изменили ситуацию». Спустя несколько часов после слива песни в сеть, трек был официально выпущен на стриминговых сервисах, в iTunes, а также загружено аудио на канал Дель Рей на YouTube.

## Реакция критиков
Рецензенту Сэму Содомски из журнала Pitchfork песня понравилась, также добавляя: «Лана хочет, чтобы её слова смогли полететь, как птицы, но она поёт их, чтобы они падали и дрейфовали, как осенние листья. <…> В одиночку, в толпе, она тянется к языку, собравшему всех вместе, молясь, что этого будет достаточно». Журналист Фрэнк Гуан из блога Vulture пишет о названии композиции: «Гениальность песни состоит в том, что она доставляет впечатления от общей идентичности между прошлым (фестиваль „Вудсток“) и настоящим (фестиваль „Коачелла“) настолько, что слушатель одновременно видит, но ничего не слышит». Рецензент также заметил, что в песне говорится о двух «отцах»: исполнитель и друг Дель Рей, Джошуа Тилман, с женой которого исполнительница была на фестивале «Коачелла», а также Бог: «На самом деле, Тилман существует главным образом как эманация божества, которую Дель Рей выдаёт за мужчину». Джем Асворд из Variety пишет: «Часть привлекательности Ланы Дель Рей — это контраст между её иногда шокирующими, часто уморительными и почти всегда интригующими текстами, томной позой и среднетемповой музыкой». Журналист также отметил, что в песне присутствует свойственное композициям Дель Рей «холодное настроение, мягкий трэп-бит, бесчувственная подача и нежно-приготовленный бэк-вокал».

## Чарты
| Чарт (2017)              | Высшая позиция |
| ------------------------ | -------------- |
| Франция (SNEP)           | 82             |
| Шотландия (OCC Scotland) | 84             |

## Список композиций
| №  | Название                           | Автор(ы)         | Продюсер(ы)                    | Длительность |
| -- | ---------------------------------- | ---------------- | ------------------------------ | ------------ |
| 1. | «Coachella – Woodstock in My Mind» | Дель Рей, Ноуэлс | Дель Рей, Ноуэлс, Рид, Мэнзиес | 4:18         |

## Участники записи
Данные взяты с сервиса Tidal.
| - Лана Дель Рей — вокал, автор, продюсер - Рик Ноуэлс — автор, продюсер, челеста, меллотрон, программирование синтезаторов - Дин Рид — звукорежиссёр, сведение, ударные, бас-гитара, флейта, программирование синтезаторов, продюсер - Крис Гарсия — звукорежиссёр | - Тревор Ясуда — звукорежиссёр, клавишные - Адам Аян — звукорежиссёр, мастеринг - Киерон Мэнзиес — звукорежиссёр, сведение, производство, продюсер, ударные, клавишные, реализация магнитной ленты, перкуссия |